# Anomiopsoides cavifrons
Anomiopsoides cavifrons là một loài bọ cánh cứng trong họ Bọ hung (Scarabaeidae).